# أوسكار شيندلر

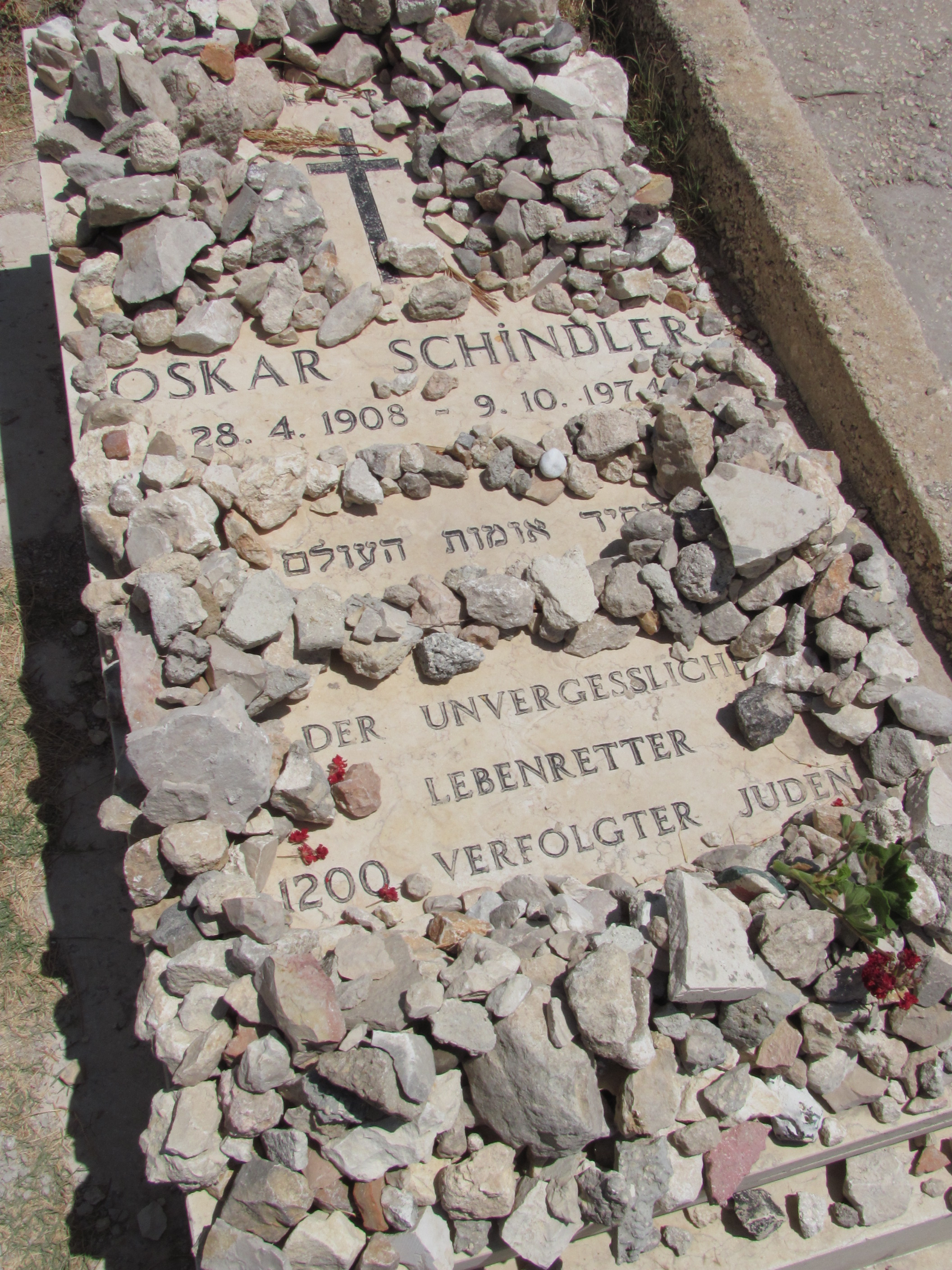
قبر أوسكار شيندلر في القدس مكتوبة باللغتين الألمانية والعبرية.

أوسكار شيندلر (28 أبريل 1908 - 9 أكتوبر 1974) كان رجل صناعة ألماني وفاعل خير وعضو في الحزب النازي، يُنسب إليه الفضل في إنقاذ حياة 1200 يهودي أثناء الهولوكوست من خلال توظيفهم في مصانع المينا الخاصة به ومصانع الذخيرة في بولندا المحتلة ومحمية بوهيميا ومورافيا. أصبحت قصته موضوع رواية سفينة شندلر عام 1982 وفيلمها المقتبس عام 1993 (قائمة شندلر)، والذي عكس حياته كشخص انتهازي مدفوع في البداية بالربح، ولكنه أظهر لاحقًا مبادرة غير عادية ومثابرة وشجاعة وتفانيًا في إنقاذ حياة موظفيه اليهود.
نشأ شندلر في سفيتافي، مورافيا، عمل في عدة مهن قبل أن ينضم إلى جهاز المخابرات العسكرية لألمانيا النازية عام 1936. انضم إلى الحزب النازي عام 1939. جمع معلومات عن السكك الحديدية وتحركات القوات للحكومة الألمانية قبل بداية الاحتلال الألماني لتشيكوسلوفاكيا عام 1938. ألقت الحكومة التشيكوسلوفاكية القبض عليه بتهمة التجسس ولكنها إطلقت سراحه بموجب شروط اتفاقية ميونيخ في ذلك العام. واصل شيندلر جمع المعلومات للنازيين، وعمل في بولندا عام 1939 قبل غزو بولندا في بداية الحرب العالمية الثانية. في عام 1939، استحوذ على مصنع للمينا في كراكوف، بولندا، والذي وظف في ذروته في عام 1944 حوالي 1750 عاملاً منهم 1000 يهودي. ساعدته اتصالاته في أبوير على حماية عماله اليهود من الترحيل والموت في معسكرات الاعتقال النازية. ومع مرور الوقت، اضطر ليقدم للمسؤولين النازيين رشاوى وهدايا أكبر من أي وقت مضى من السلع الفاخرة التي لا يمكن الحصول عليها إلا من السوق السوداء للحفاظ على سلامة عماله.
بحلول يوليو 1944، كانت ألمانيا تخسر الحرب؛ وبدأت قوات الأمن الخاصة بإغلاق معسكرات الاعتقال في أقصى الشرق وترحيل السجناء المتبقين إلى الغرب. قُتل العديد من السجناء في معسكر أوشفيتز ومعسكر اعتقال جروس روزن. أقنع شندلر الكابتن آمون جوث قائد معسكر اعتقال كراكوف-بلاشوف المجاور بالسماح له بنقل مصنعه إلى برنيك في محمية بوهيميا ومورافيا، وبالتالي إنقاذ عماله من الموت شبه المؤكد في غرف الغاز في أوشفيتز. وبفضل التعاون بين مارسيل غولدبرغ، ضابط شرطة الغيتو اليهودي، وسكرتير غوث ميتيك بيمبر، تم تجميع وطباعة قائمة تضم 1200 يهودي، مما مكن من نقلهم إلى برونليتز في أكتوبر 1944. واصل شندلر رشوة مسؤولي قوات الأمن الخاصة لمنع إعدام عماله حتى نهاية الحرب العالمية الثانية في أوروبا في مايو 1945، وفي ذلك الوقت كان قد أنفق ثروته بالكامل على الرشاوى وشراء الإمدادات من السوق السوداء لعماله.
انتقل شندلر إلى ألمانيا الغربية بعد الحرب، وكان يتلقى دعما ماليا ومساعدات من منظمات الإغاثة اليهودية. انتقل مع زوجته إميلي إلى الأرجنتين بعد حصوله على تعويض جزئي لنفقاته في زمن الحرب، حيث عملا في الزراعة. عندما أفلس شندلر في عام 1958، ترك زوجته وعاد إلى ألمانيا، حيث فشل في العديد من المشاريع التجارية واعتمد على الدعم المالي من شندلرجودن ("يهود شندلر") - الأشخاص الذين أنقذ حياتهم خلال الحرب. توفي في 9 أكتوبر 1974 في هيلدسهايم بألمانيا، ودُفن في القدس على جبل صهيون، وربما كان العضو السابق الوحيد في الحزب النازي الذي تم تكريمه بهذه الطريقة. وقد تم تسميته هو وزوجته إميلي (بالصالحين بين الأمم) من قبل الحكومة الإسرائيلية في عام 1993.

## روابط خارجية
- أوسكار شيندلر على موقع IMDb (الإنجليزية)
- أوسكار شيندلر على موقع الموسوعة البريطانية (الإنجليزية)
- أوسكار شيندلر على موقع إن إن دي بي (الإنجليزية)